# Hrabstwo Dinwiddie

Piramida wieku hrabstwa

Hrabstwo Dinwiddie – hrabstwo w USA, w stanie Wirginia, według spisu z 2000 roku liczba ludności wynosiła 24533. Siedzibą hrabstwa jest Dinwiddie.

## Geografia
Według spisu hrabstwo zajmuje powierzchnię 1313 km², z czego 1304 km² stanowią lądy, a 9 km² stanowią wody.

### Miasta
- McKenney